# Stenotrema angellum
Stenotrema angellum är en snäckart som beskrevs av Leslie Raymond Hubricht 1958. Stenotrema angellum ingår i släktet Stenotrema och familjen Polygyridae. Inga underarter finns listade i Catalogue of Life.